# Panagia von Skripou

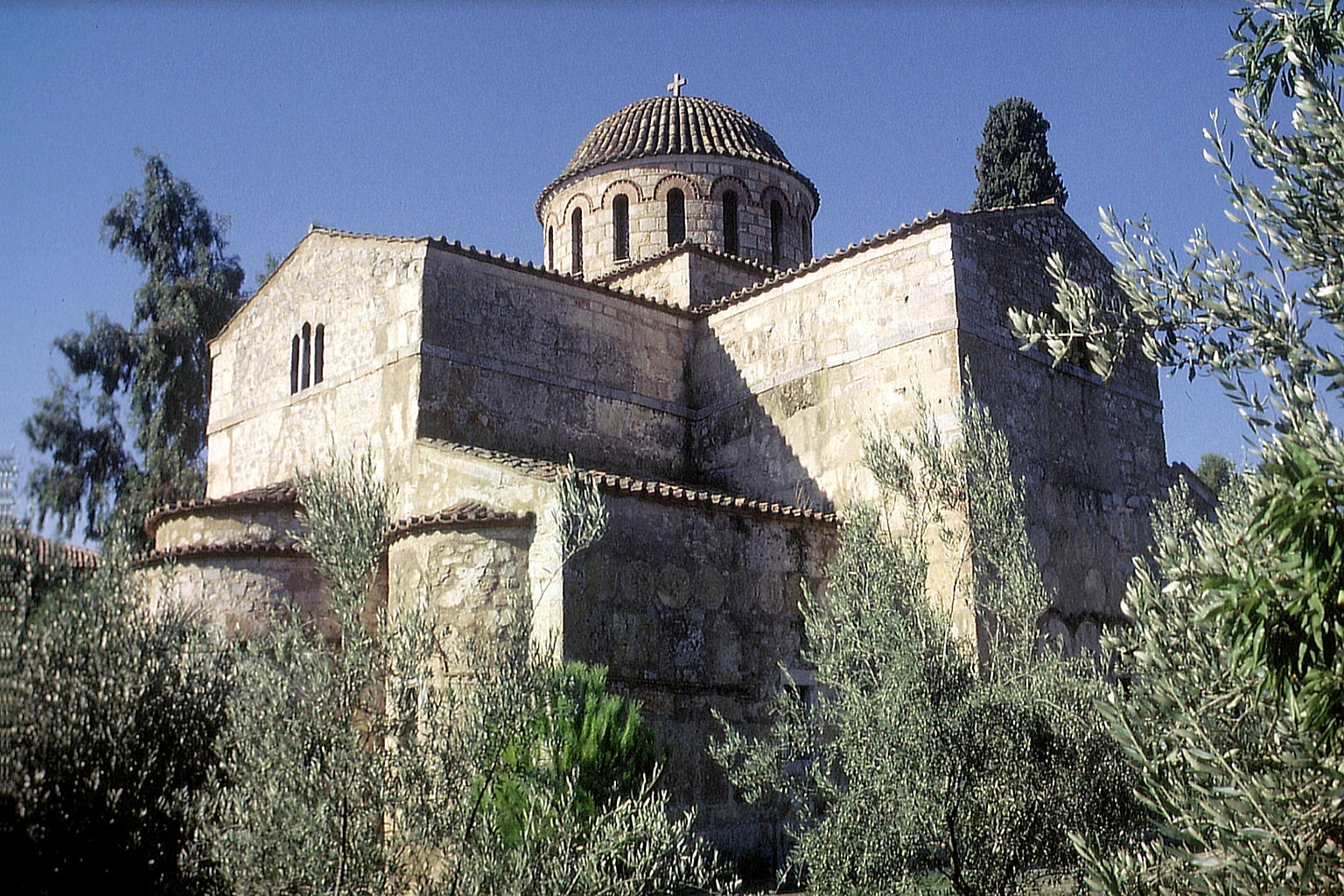
Hauptkirche Kimisis tis Theotokou des Klosters, Blick von Nordosten

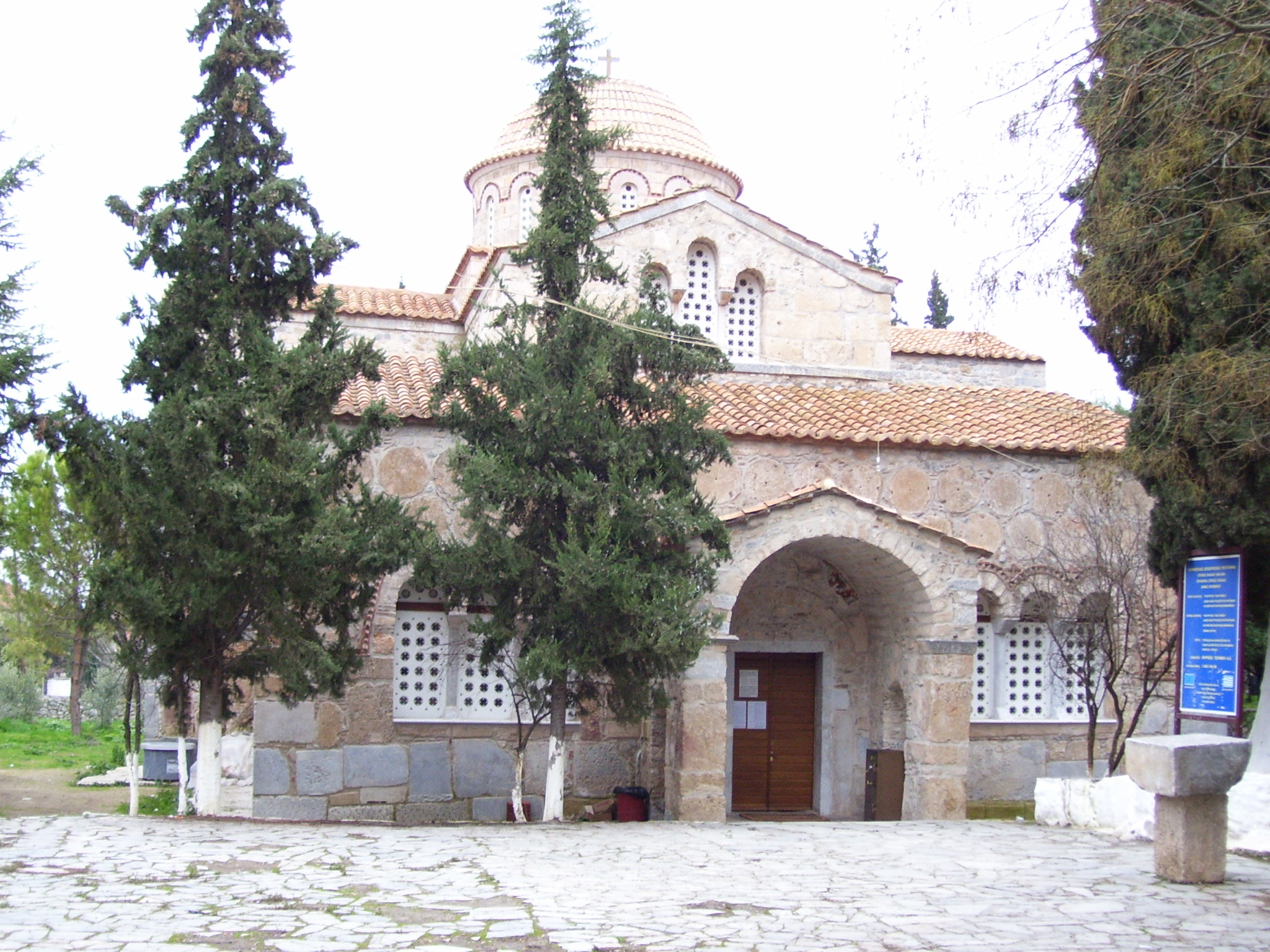
Westfassade und Eingang zur Hauptkirche

Panagia von Skripou (griechisch Παναγία η Σκριπού) hieß ein Kloster in Athamas, einem Ortsteil von Orchomenos, der früher Skripou hieß. Die Hauptkirche des Klosters ist einer der wichtigsten kreuzförmigen Kirchenbauten Griechenlands. Wahrscheinlich wurde die Kirche Kimisis tis Theotokou (Κοιμήσεως της Θεοτόκου ‚Mariä Himmelfahrt‘) als Grabmonument des Stifters, des Protospatharios Leon, im Jahre 873/874 auf den Fundamenten eines Vorgängerbaus aus dem 5. Jahrhundert errichtet.

## Kloster und Kirche
Das Kloster liegt gegenüber der archäologischen Stätte östlich der antiken Akropolis von Orchomenos. In dieser Region erwähnt Pausanias (9, 38, 1) zwei Heiligtümer, das der Chariten und des Dionysos, die bisher noch nicht lokalisiert wurden. Man vermutet, dass sie sich an der Stelle befanden, an der 873/874 das Kloster Panagia von Skripou erbaut wurde. Unter dem Hof des Klosters fand man Reste eines Gebäudes aus mykenischer Zeit, die heute noch sichtbar sind, und Fragmente zweier Fresken, vermutlich des Palasts des lokalen Fürsten. Dies wird auch durch Ausgrabungen außerhalb des Klosters belegt. Auch im Inneren der Kirche fand man unter dem Fußboden Teile eines frühchristlichen Mosaiks.
Der Ursprung des Namens Skripou des Klosters ist nicht sicher. Vermutlich bezieht er sich auf die Inschriften, mit denen die Kirche versehen wurde, und geht auf das lateinische Wort scriptus, was Beschriftung bedeutet, zurück. Dieser Name wurde später auch auf die Siedlung übertragen.
Das Kloster Panagia von Skripou wurde im 9. Jahrhundert erbaut. Vom anfänglichen Gesamtkomplex hat nur die dreischiffige Hauptkirche, die der Jungfrau Maria und den Aposteln Petrus und Paulus geweiht war, bis heute überdauert. Laut den Inschriften ist das nördliche Schiff Paulus und das südliche Petrus geweiht. Südlich der Kirche gibt es noch Reste der Nebengebäude und einen Brunnen, und westlich befindet sich das alte Tor, in dem Spolien verbaut wurden.
Die Kirche Kimisis tis Theotokou ist das wichtigste Denkmal in Griechenland aus der Übergangszeit von der Gewölbebasilika zur Kreuzkuppelkirche und das größte und reichste Bauwerk dieser Zeit außerhalb von Konstantinopel. Sie ist das älteste byzantinische Denkmal in Böotien. Die Klosterkirche zeichnet sich durch ihre Größe von 22,30 × 18,60 m, die reiche Marmordekorationen und die historische Bedeutung der vier Inschriften aus. Die Inschriften nennen den Protospatharios (Kommandeur der kaiserlichen Wachtruppen des Heiligen Palastes in Istanbul) Leon als Gründer der Kirche. Leon war der Eigentümer des Grundstücks und errichtete die Kirche im Jahre 873/874. Das Baudatum wurde an der Außenseite der Apsis zweifelsfrei mit 874 angegeben. Die Kirche ist kreuzförmig mit einer Kuppel, mit seitlich leicht hervortretenden Armen des Kreuzes und einer schmalen Vorhalle im Westen errichtet. Im Gegensatz zu einer Kreuzkuppelkirche ist das Mittelschiff durch Wände von den Seitenschiffen getrennt. Zur Errichtung wurde viel altes Baumaterial (wie in vielen christlichen Kirchen dieser Zeit), das von den nahe gelegenen archäologischen Stätten stammen, verwendet. Man verwendete auch Säulentrommeln und für die Eckpfeiler sogar Grabsteine. So wurden einzigartige seltene frühchristliche und vorchristliche Werke erhalten.
Wahrscheinlich ist die Kirche als Grabmonument des Stifters errichtet worden, obwohl dies im byzantinischen Griechenland sonst unüblich war. Die vertikale Sonnenuhr an der Südseite der Kirche könnte eine Anspielung auf das ewige Leben darstellen. Auf jeden Fall wollte der Stifter der Kirche, dass durch das Gebäude „jeder Sonnenstrahl erfreulich wunderschön erglänzt“.
Die archäologischen Untersuchungen ergaben, dass die ältesten Fresken aus dem 12. Jahrhundert stammen. Seit 1930 wurden Restaurierungsarbeiten, wie die Reinigung und Konservierung der Fresken durchgeführt. 1936 erneuerte man Tambour und Kuppel und im Jahre 1939 wurde der Turm, der nordwestlich der Kirche steht, restauriert. Das historisch interessante Gebäude wurde in das regionale Förderprogramm von 1994 bis 1999 aufgenommen. Innerhalb dieses Programms wurden die Fresken freigelegt und konserviert und die Skulpturen gereinigt. 1995 fiel die Kirche vermutlich durch Brandstiftung einem Feuer zum Opfer. Hierbei wurden die Fresken vor allem durch Ruß stark beschädigt.
Über die Jahrhunderte diente die Kimisis tis Theotokou als Klosterkirche. Das Kloster wurde schließlich aufgegeben, so dass das Gebäude heute nur noch als Pfarrkirche dient. Am 15. August feiert man hier Mariä Himmelfahrt, am 23. August Maria Königin und am 10. September den Tag, an dem im Jahr 1943 Orchomenos und seine Bewohner vor der Brandschatzung durch die deutschen Besatzungstruppen dank der Erscheinung der Jungfrau Maria verschont blieben.

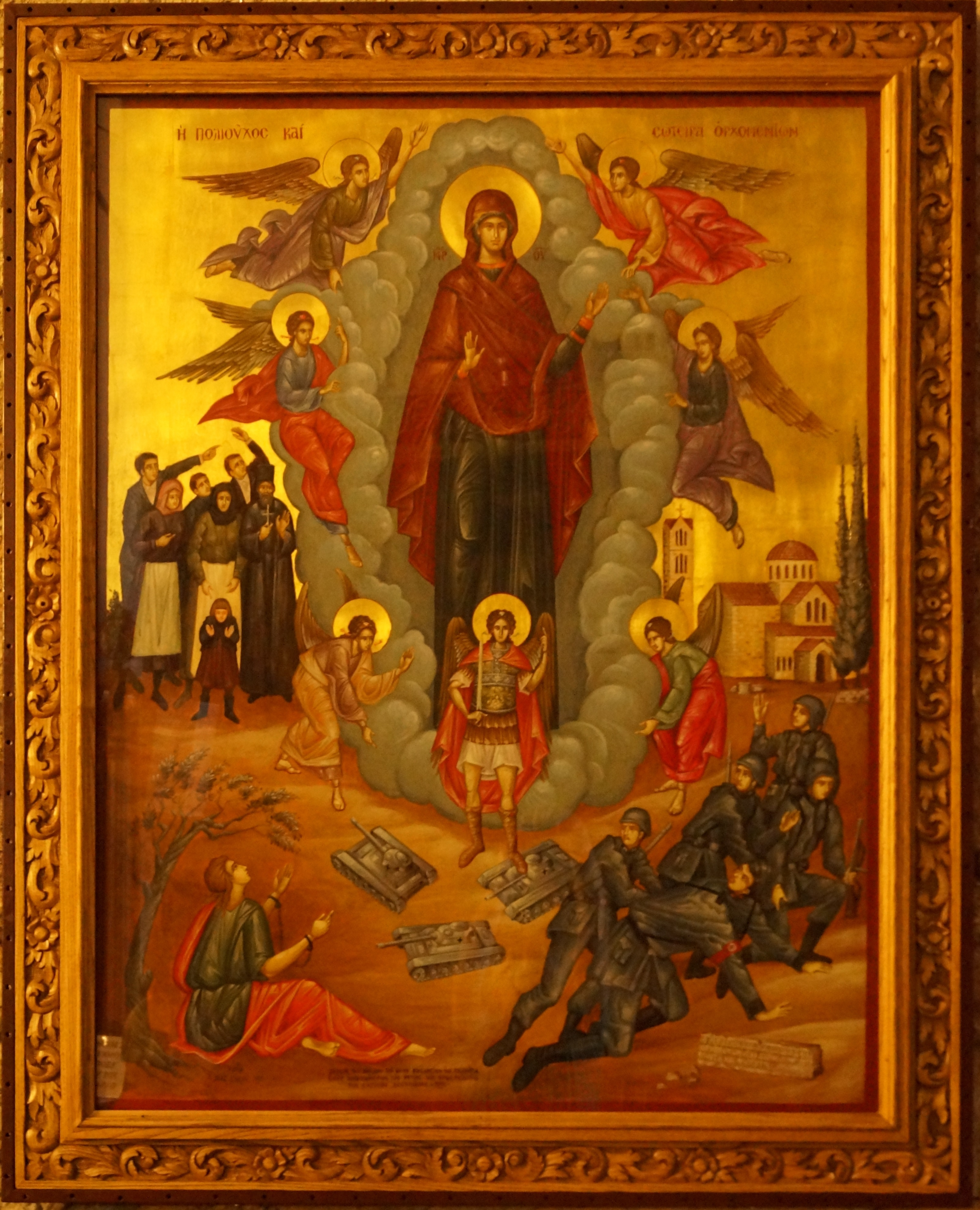
Ikone: Maria erscheint über der Kirche während sich die deutschen Soldaten vor Ehrfurcht abwenden.

## Ikone mit Panzern
Eine Ikone im Innern der Kirche erinnert an eine angebliche Begebenheit im Zweiten Weltkrieg. Die Wehrmacht verfolgte am 10. September 1943 eine Gruppe griechischer Widerstandskämpfer, die sich im Kloster Panagia von Skripou versteckten. Als sich deutsche Panzer Orchomenos näherten setzte ein starker Herbstregen ein und weichte den Boden so stark auf, dass die Panzer stecken blieben. Nachdem der Regen nachgelassen hatte, versuchte man die Panzer wieder aus dem Morast zu befreien. Es begann jedoch erneut zu regnen und die Jungfrau Maria erschien über der Kuppel der Klosterkirche. Vor Ehrfurcht zogen sich die deutschen Truppen wieder nach Levadia zurück und verschonten Orchomenos.

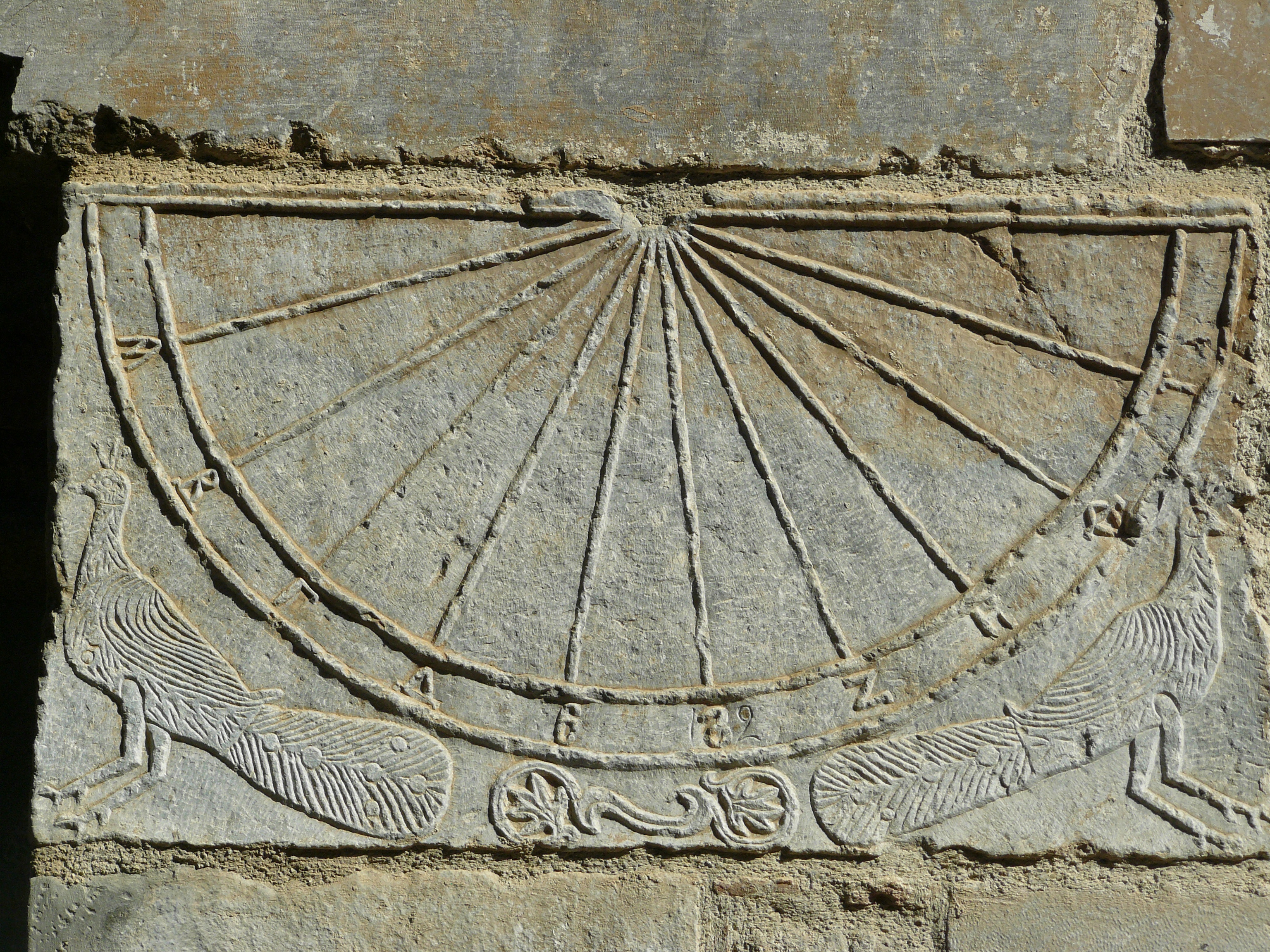
Vertikale Sonnenuhr an der Südseite der Kirche

## Sonnenuhr
Die vertikale Sonnenuhr gehört zu den schönsten byzantinischen Sonnenuhren Griechenlands. Gleichzeitig ist sie die älteste mittelalterliche vertikale Sonnenuhr in Griechenland. Hierauf hat bereits der Archäologe, Byzantinologe, Architekt und Professor an der Nationalen Technischen Universität Athen und der Universität Athen Anastasios Orlandos 1935/1936 hingewiesen.
Die Sonnenuhr wurde auf einem rechteckigen Marmorquader von 125 cm Länge, 66 cm Höhe und 35 cm Tiefe angebracht. Sie hat nur zehn Stundenlinien, die im Halbkreis angeordnet sind und mit den griechischen Buchstaben Α, Β, Γ, Δ, Ε, F, Ζ, Η, Θ und Ι versehen sind. An dem Buchstaben F ist nachträglich eine 12 eingeritzt worden, um anzuzeigen, dass dieser für 12 Uhr steht. Die Sonnenuhr ist heute nicht mehr funktionstüchtig, da der Gnomon über die Jahrhunderte verloren ging. Unterhalb der Sonnenuhr wurden links und rechts zwei Skulpturen von Pfauen angebracht, von denen der erste nach Westen und der zweite nach Osten blickt.

## Die Inschriften
Die Hauptinschrift verläuft in einer Zeile um die Außenwand der Apsis und ist in acht längliche Steine gemeißelt, die nebeneinander angeordnet sind:
```
ΕΠΗ ΒΑΣΙΛΙΟΥ Κ ΚΩΝΣΤΑΝΤΙΝΟΥ ΚΑΙ ΛΕΩΝΤΟΣ ΤΟΝ ΘΗΩΤΑΤΟΝ ΒΑΣΙΛΕΩΝ ΤΟΝ ΡΩΜΕΟΝ ΠΑΝΑΓΗΑ ΘΕΟΤΩΚΕ ΣΥΝ ΤΟ ΜΟΝΩΓΕΝΗ ΣΟΥ ΙΥΩ ΒΟΗΘΙ ΤΟΥ ΣΟΥ ΔΟΥΛΟΥ ΛΕΩΝΤΟΣ ΒΑΣΙΛΗΚΟΥ ΠΡΟΤΩΣΠΑΘΑΡΙΟΥ ΚΕ ΕΠΙ ΤΟΝ ΟΙΚΗΑΚΩΝ ΣΥΝ ΤΙ ΣΥΝΕΥΝΩ ΚΕ ΤΥΣ ΙΛΤΑΤΥΣ ΤΕΚΝΥΣ ΑΥΤΟΥ ΕΚ ΠΟΘΟΥ ΚΕ ΠΗΣΤΕΟΣ ΜΕΓΙΣΤΙΣ ΑΝΑΣΤΙΣΑΝΤΟΣ ΤΟΝ ΣΟΝ ΑΓΙΩΝ ΝΑΟΝ.ΑΜΗΝ.
```

Übersetzung:
```
Unter 
Basileios
, 
Konstantin
 und 
Leo
, den göttlichsten Kaisern Roms. Geheiligte Mutter Gottes mit deinem eingeborenen Sohn hilf deinem Diener Leon, dem königlichen Protospatharios und Epi-ton-Oikeiakon, der zusammen mit seiner Frau und seinen lieben Kindern wegen seines Wunsches und seinem Großen Glaubens deine heilige Kirche erbaut hat. Amen.
```

Die Westseite der Vorhalle ist mit einer längeren Inschrift in homerischen Hexametern versehen:
```
ΟΥ ΦΘΟΝΟΣ ΟΥΔΕ ΧΡΟΝΟΣ ΠΕΡΙΜΗΚΕΤΟΣ ΕΡΓΑ ΚΑΛΥΨΕΙ
ΣΩΝ ΚΑΜΑΤΩΝ ΠΑΝΑΡΙΣΤΕ ΒΥΘΩ ΠΟΛΥΧΑΝΔΕΙ ΛΗΘΗΣ
ΕΡΓΑ ΕΠΕΙ ΒΟΟΩΣΙ ΚΑΙ ΟΥ ΛΑΛΕΟΝΤΑ ΠΕΡ ΕΜΠΗΣ
ΚΑΙ ΤΟΔΕ ΓΑΡ ΤΕΜΕΝΟΣ ΠΑΝΑΟΙΔΙΜΟΝ ΕΞΕΤΕΛΕΣΑΣ
ΜΗΤΡΟΣ ΑΠΕΙΡΟΓΑΜΟΥ ΘΕΟΔΕΓΜΟΝΟΣ ΙΦΙΑΝΑΣΣΗΣ
ΤΕΡΠΝΟΝ ΑΠΟΣΤΙΛΒΩΝ ΠΕΡΙΚΑΛΛΕΑ ΠΑΝΤΟΘΕΝ ΑΙΓΛΗΝ
ΧΡΙΣΤΟΥ Δ ΕΚΑΤΕΡΩΘΕΝ ΑΠΟΣΤΟΛΩ ΕΣΤΑΤΟΝ ΑΜΦΩ
ΩΝ ΡΩΜΗΣ ΒΩΛΑΞ ΙΕΡΗΝ ΚΟΝΙΝ ΑΜΦΗΚΑΛΥΠΤΕΙ
ΖΩΙΣ ΕΝ ΘΑΛΙΗΙΣΙΙ ΧΡΟΝΩΝ ΕΠ ΑΠΕΙΡΟΝΑ ΚΥΚΛΑ
Ω ΠΟΛΥΑΙΝΕ ΛΕΟΝ ΠΡΩΤΟΣΠΑΘΑΡΙΕ ΜΕΓΙΣΤΕ
ΓΗΘΟΜΕΝΟΣ ΚΤΕΑΤΕΣΣΙ ΚΑΙ ΕΝ ΤΕΚΕΕΣΣΙΝ ΑΡΙΣΤΟΙΣ
ΧΩΡΟΝ ΕΠΙΚΡΑΤΕΩΝ ΤΕ ΠΑΛΑΙΦΑΤΟΥ ΟΡΧΟΜΕΝΟΙΟ.+
```

Übersetzung:
```
Weder Neid noch überaus lange Zeit werden die Werke
deiner Mühen, Allerbester, verhüllen im viel fassenden Abgrund des Vergessens,
da die Werke rufen, auch wenn sie durchaus nicht sprechen.
Denn auch dieses von allen besungene Heiligtum
der der Ehe unerfahrenen Mutter, der Gott empfangenden mächtigen Herrscherin,
hast du vollendet, ein liebliches, das von allen Seiten sehr schönen Glanz ausstrahlt.
Zu beiden Seiten von Christus stehen beide Apostel,
deren heiligen Staub die Scholle Roms verhüllt.
Du mögest leben in blühendem Glück über unendliche Jahreskreise,
o vielgelobter Leon, größter Protospatharios,
und dich erfreuen an Besitztümern und besten Kindern,
der du den Raum des altberühmten Orchomenos verwaltest.
```

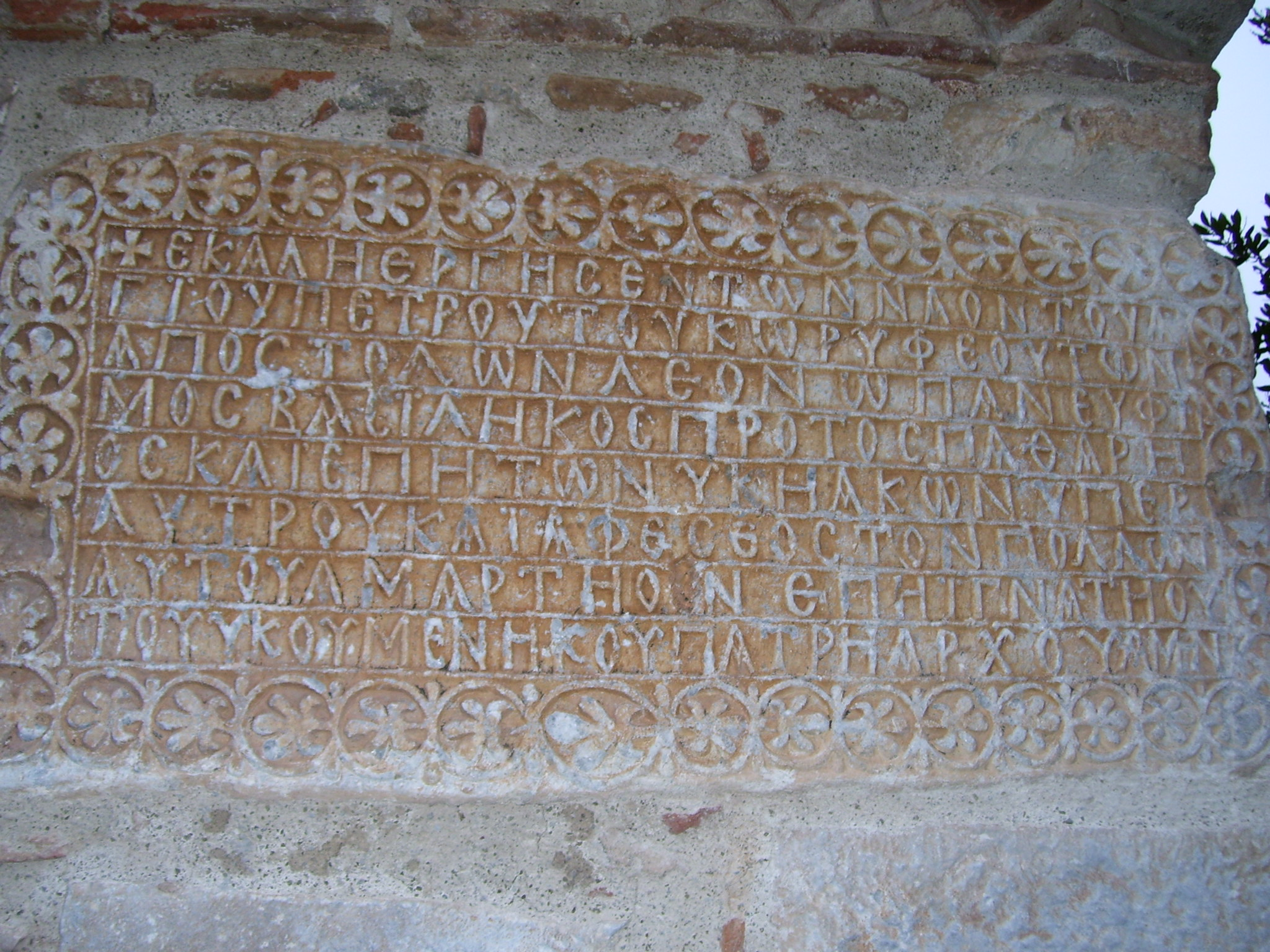
Stifterinschrift an der Südwand des Diakonikons

An der Südwand des Diakonikons findet man folgende Inschrift:
```
ΕΚΑΛΗΕΡΓΗΣΕΝ ΤΩΝ ΝΑΟΝ ΤΟΥ ΑΓΙΟΥ ΠΕΤΡΟΥ ΤΟΥ ΚΟΡΥΦΕΟΥ ΤΩΝ ΑΠΟΣΤΟΛΩΝ ΛΕΟΝ Ω ΠΑΕΥΦΙΜΟΣ ΒΑΣΙΛΗΚΟΣ ΠΡΟΤΟΣΠΑΘΑΡΗΟΣ ΚΑΙ ΕΠΗ ΤΩΝ ΥΚΗΑΚΩΝ ΥΠΕΡ ΛΥΤΡΟΥ ΚΑΙ ΑΦΕΣΕΩΣ ΤΩΝ ΠΟΛΛΩΝ ΑΥΤΟΥ ΑΜΑΡΤΗΟΝ ΕΠΗ ΙΓΝΑΤΙΟΥ ΤΟΥ ΟΙΚΟΥΜΕΝΙΚΟΥ ΠΑΤΡΙΑΡΧΟΥ. ΑΜΗΝ.
```

Übersetzung:
```
Leon, der achtenswerte Protospatharios und Epi-ton-Oikeiakon baute diese schöne Kirche für den heiligen Petrus, den Apostelführer zur Zahlung und Vergebung seiner Sünden unter dem Ökumenischen Patriarch 
Ignatios
. Amen.
```

An der Nordwand ist eine weitere Inschrift vorhanden:
```
ΕΚΑΛΗΕΡΓΗΣΕ ΤΟΝ ΝΑΟΝ ΤΟΥ ΑΓΙΟΥ ΠΑΥΛΟΥ ΤΟΥ ΑΠΟΣΤΟΛΟΥ ΛΕΟΝ Ο ΠΑΝΕΥΦΙΜΟΣ ΒΑΣΗΛΗΚΟΣ ΠΡΟΤΟΣΠΑΘΑΡΙΟΣ ΚΑΙ ΕΠΗ ΤΟΝ ΥΚΙΑΚΟΝ ΥΠΕΡ ΛΥΤΡΟΥ ΚΑΙ ΑΦΕΣΕΩΣ ΤΟΝ ΠΟΛΛΩΝ ΑΥΤΟΥ ΑΜΑΡΤΗΩΝ ΕΤΟΥΣ ΑΠΟ ΚΤΗΣΕΩΣ ΚΟΣΜΟΥ ΕΞΑΚΙΣΧΗΛΙΟΣΤΟ ΤΡΙΑΚΟΣΗΟΣΤΩ ΟΓΔΟΗΚΟΣΤΩ Β.
```

Übersetzung:
```
Leon, der achtenswerte Protospatharios und Epi-ton-Oikeiakon baute diese schöne Kirche für den heiligen Paulus, den Apostel, zur Zahlung und Vergebung seiner Sünden im Jahre 6382 seit der Erschaffung der Welt.
```

Da man im Mittelalter errechnet hatte, dass die Schöpfung 5508 v. Chr. stattfand, entspricht diese Angabe dem Jahr 874 n. Chr. Auch die weiteren Angaben bestätigen dieses Datum. So herrschten Basileios I., Konstantin und Leo VI. zwischen 870 und 879 gemeinsam. Ignatios I. war 847–858 und 867–877 Ökumenischer Patriarch von Konstantinopel. Hieraus ergibt sich, dass die Kirche zwischen 870 und 877 errichtet wurde.